# Nato.0+55+3d
NATO.0+55+3d - програмне забезпечення для роботи з відео та графікою в реальному часі, випущене 0f0003 Maschinenkunst та колективом Netochka Nezvanova у 1999 році для операційної системи Класична Mac OS.
Будучи однією з перших програм, що дозволила маніпулювати та відображати відео в реальному часі, вона використовувалася художниками для найрізноманітніших цілей, зокрема для живих виступів, Ві-джеїнгу та інтерактивних інсталяцій.

## Дизайн
Працюючи в рамках Max (візуальний програмний інтерфейс для швидкого створення прототипів і розробки аудіо програмного забезпечення), NATO.0+55+3d розширив Max, дозволивши отримати доступ до всіх типів медіа, які підтримує QuickTime (фільми, зображення, 3D-моделі, QuickTime VR і т.д.), і маніпулювати ними. Функціональні можливості включали генерацію зображень, обробку зображень, контроль над MIDI та числовими даними, інтеграцію з Інтернетом, 3D, текстом і звуком.

## Історія
На момент свого випуску (літо 1999 року) NATO.0+55+3d користувався попитом, оскільки з'явився за кілька років до інших подібних інфраструктур, таких як GEM і Jitter (випущених розробниками Max/MSP у жовтні 2002 року). Більш раннє програмне забезпечення, таке як Image/ine, розроблене в 1997 році в STEIM, розвивалося в схожому напрямку, але той факт, що NATO.0+55+3d працював в рамках Max/MSP, використовуючи його протокол "візуального програмування", забезпечував одночасно більшу простоту використання і більшу гнучкість, дозволяючи користувачеві створювати свої власні програми і інструменти. Він набув популярності серед відеохудожників і виконавців, які використовували його для найрізноманітніших цілей, зокрема для живих виступів та інтерактивних інсталяцій.
Остання версія модульної системи NATO.0+55+3d була випущена в листопаді 2000 року, а додаткові об'єкти NATO розроблялися до червня 2001 року.

### Історія версій
| Назва                                      | Дата випуску  | Інформація про випуск          |
| ------------------------------------------ | ------------- | ------------------------------ |
| NATO.0+55                                  | Червень 1999  | Початковий випуск              |
| NATO.0+55+3d                               | Липень 1999   | Додає контроль над 3d моделями |
| NATO.0+55+3d modular (first distribution)  | Березень 2000 | Має 80 об'єктів                |
| NATO.0+55+3d modular (second distribution) | Липень 2000   | Має 112 об'єктів               |
| NATO.0+55+3d modular (last distribution)   | Листопад 2000 | Має 126 об'єктів               |

## Застосування
Митці використовували програмне забезпечення для "маніпулювання відео для живих виступів та інсталяцій" (Mieszkowski 2002). Гнучкість інтерфейсу надала художникам "унікальне середовище для створення нових синестезійних додатків і досвіду" (Мета 2001) і "відкрила величезні можливості для роботи з відео в реальному часі" (Ґіле 2005).
Оскільки NATO розповсюджувався разом з набором для розробки програмного забезпечення,[7] деякі художники і програмісти створили сторонні розширення (наприклад, бібліотеки об'єктів PeRColate[8] і Auvi[9]) або розробили цілі додатки на основі NATO.

### Користувачі NATO.0+55
Деякі з найвідоміших користувачів NATO.0+55:
- 242.pilots (Курт Ральске, HC Gilje, Лукаш Лисаковський) - ансамбль живої відеоімпровізації, лауреати премії Transmediale 2003 року в категорії "Зображення" за відеоперформанс DVD Live In Bruxelles, випущений на імпринті Carpark у листопаді 2002 року.
- Farmers Manual - австрійський колектив був одним з перших митців, які інтегрували візуальні образи NATO у свої перформанси. Їх дванадцятигодинний перформанс "Help Us Stay Alive"(укр. Допоможіть Нам Залишитися Живими), який був представлений і нагороджений на фестивалі FCMM в Монреалі в жовтні 1999 року, використовував програмне забезпечення NATO. Група провела майстер-клас на тему max/nato/pd на фестивалі "Аванто" в 2001 році.
- fiftyfifty.org - медіа-арт колектив, що базується в Барселоні. Його члени Педро Солер і Міа Макела (вона ж SOLU) були дуже активними промоутерами NATO, організовуючи численні воркшопи і використовуючи програмне забезпечення в живому виконанні.
- Джонні Декам - засновник VIDVOX. Використовував NATO для створення "Revision History", художнього програмного забезпечення, яке автономно завантажує і трансформує зображення з бази даних Бібліотеки Конгресу США. Його комерційне програмне забезпечення для віджеїнгу VDMX (випущене в 2001 році) спочатку базувалося на NATO.0+55.
- The Builders Association - американська мультимедійна театральна компанія. Використала NATO для своєї вистави "Xtravaganza", показаної у 2000 році в Музеї американського мистецтва Уїтні та Нью-Йоркському музеї Ґуггенхайма. Під час вистави "живі актори були вмонтовані у старі кінокадри".

- portable[k]ommunity - японський аудіовізуальний дует (Дзюн Хорікірі і Таеджі Саваї). Широко використовували NATO.0+55 у своїх відеоінсталяціях та живих виступах на таких майданчиках, як ISEA, sónar та ICC Tokyo. Провів семінар NATO в Інституті дизайну Кюсю в 2001 році.
- N3krozoft Ltd  –  Цей мультимедійний мистецький колектив використовував NATO.0+55 у живих виступах та відеоінсталяціях до 2004 року.
- Fork Unstable Media - німецька команда дизайнерів. Зробили інсталяцію з використанням NATO в Sónar 2000 (Барселонський музей сучасного мистецтва). Створив shprootC3ll, вільно розповсюджуваний відеомікшер, створений за допомогою NATO, у 1999 році.
- Джон Декрон - розробив першу версію свого комерційного програмного забезпечення для віджеїнгу ES_5 (зараз ES_X) разом з NATO.
- Мета - створення численних відеороликів та інтернет-додатків, розроблених спільно з NATO.
- Рене Бікман - використовував NATO.0+55 у низці спільних перформанс-проектів, включаючи "Маршрут" (прем'єра відбулася у грудні 2000 року на відкритті Амстердамського всесвітнього відеофестивалю) з Брюсом Гремо, а також з Хав'єром ван Вершем на Dot Nu (вересень 2001 року, Амстердам і Роттердам, Нідерланди) та на Міжнародному фестивалі медіа-мистецтва, Київ, Україна (2002).

### Семінари
Значні семінари, присвячені використанню NATO.0+55+3d, були проведені у 2000-2002 роках у багатьох мистецьких інституціях та на багатьох фестивалях:

#### Семінари проведені у 2000 році
- Берген(BEK, Серпень)
- Париж (IRCAM, Жовтень)
- Роттердам (DEAF_00 festival, Листопад)

#### Семінари проведені у 2001 році
- Шеффілд (Lovebytes festival, Березень)
- Нью-Йорк (Harvestworks, Квітень)
- Лейпціг (HGB, Травень)
- Амстердам (STEIM, Травень і Грудень)
- Барселона (Ангар, Червень), Штральзунд (Гараж, Серпень)
- Париж (Betaville, Серпень)
- Гельсінкі (Avanto, Листопад)
- Фукуока/Японія (Інститут дизайну Кюсю, листопад)

#### Семінари проведені у 2002
- Штутґарт (XML, січень)
- Амстердам (STEIM, квітень)
- Париж (Villette Numérique, вересень)
- Берлін (Underscan, вересень)
- Ньюкасл/Австралія (Electrofringe, жовтень)